# Atelopus barbotini
Atelopus barbotini es una especie de anuros en la familia Bufonidae.

## Distribución geográfica y hábitat
Es endémica de la Guayana francesa.